# Rogério Carvalho
Rogério Carvalho Santos (Lagarto, 2 de agosto de 1968) é um médico e político brasileiro, filiado ao Partido dos Trabalhadores (PT). Atualmente, é senador por Sergipe. É o Primeiro-Secretário da Mesa Diretora do Senado.

## Biografia
Rogério Carvalho Santos nasceu em Lagarto, município de Sergipe, no dia 02 de agosto de 1968.  Filho de Nourival da Silva Santos e Maria Lourdes de Carvalho Santos, Rogério tem cinco irmãos: Cristina, Marcos, Roberto, Jorge e Cristiane.
Começou sua atuação política no movimento estudantil, enquanto cursava Medicina na Universidade Federal de Sergipe. Foi presidente do Centro Acadêmico (CAMED) e da Direção Nacional dos Estudantes de Medicina (DENEM) entre 1991 e 1993, além de membro da Diretoria Executiva da União Nacional dos Estudantes (UNE). Após concluir a graduação em 1993, fez especialização em Gestão Hospitalar, residência médica em Medicina Preventiva e Social, além de mestrado e doutorado em Saúde Coletiva na Universidade de Campinas (Unicamp).

## Carreira Política
Em Sergipe, também exerceu a função de Secretário Municipal de Saúde de Aracaju (2001-2006), quando, nas Eleições de 2006 foi eleito Deputado Estadual (2007-2011) por Sergipe, com 26 208 votos. Em seguida, assumiu a Secretaria de Saúde do Estado (2007-2010) a convite do então governador, Marcelo Déda.
Nas Eleições de 2010 se elegeu ao cargo de Deputado Federal, onde obteve 116 417 votos, o equivalente a 11,31% dos votos válidos, tornando-se o deputado mais votado da história de Sergipe até aquele momento.
Em 2014, disputou uma vaga no Senado Federal, obteve 45,52%, porém foi derrotado pela senadora Maria do Carmo (DEM), que buscava seu terceiro mandato, que obteve 48,91% (448.102 votos).
Em 2018, Rogério disputou mais uma vez o cargo de senador pelo estado de Sergipe, desta vez conseguiu ser eleito com 300.247 votos, se elegendo em segundo lugar na disputa para o pleito, ao lado de Alessandro Vieira (REDE).

## Desempenho eleitoral
| Ano  | Eleição              | Partido | Candidato a       | Votos   | %                 | Resultado  | Ref    |
| ---- | -------------------- | ------- | ----------------- | ------- | ----------------- | ---------- | ------ |
| 2006 | Estaduais em Sergipe | PT      | Deputado Estadual | 26.208  | 2,58%             | Eleito     | [ 9 ]  |
| 2010 | Estaduais em Sergipe | PT      | Deputado Federal  | 116.417 | 11,31%            | Eleito     | [ 10 ] |
| 2014 | Estaduais em Sergipe | PT      | Senador           | 416.988 | 45,52%            | Não eleito | [ 11 ] |
| 2018 | Estaduais em Sergipe | PT      | Senador           | 300.247 | 16,42%            | Eleito     | [ 12 ] |
| 2022 | Estaduais em Sergipe | PT      | Governador        | 338.796 | 44,70% (1º Turno) | Não eleito | [ 13 ] |
| 2022 | Estaduais em Sergipe | PT      | Governador        | 582.940 | 48,30% (2º Turno) |            | [ 13 ] |